# Malacoptila
Malacoptila là một chi chim trong họ Bucconidae.